# در نبردی مشکوک
در نبردی مشکوک (به انگلیسی: In Dubious Battle) رمانی است از جان استاین‌بک، نویسندهٔ اهل ایالات متحده آمریکا که در سال ۱۹۳۶ منتشر شد.
این کتاب در سال ۱۹۵۵ با عنوان محصول توفانی به آلمانی ترجمه شد (به آلمانی: Stürmische Ernte) و محمود مصور رحمانی آن را از آلمانی به فارسی برگرداند. علاوه بر آن یک ترجمه از این کتاب نیز از محمد قاضی با عنوان در نبردی مشکوک در ایران منتشر شده است.
نام  داستان از این بخش «بهشت گمشده» اثر جان میلتون گرفته شده است:
«… اینان مرا بر او برگزیدند و در نبردی که کس را بر سرانجامش آگاهی نبود، نیرویی مخالف را در پهن‌دشت‌های آسمان با نیروی قادر او هماورد کردند و اورنگ پادشاهیش را به لرزه درافکندند (بهشت گمشده، ترجمه شجاع‌الدین شفا، چاپ سوم، صفحه ۱۵).»

## ترجمه به فارسی
این رمان به زبان فارسی ترجمه شده و با مشخصات زیر به چاپ رسیده است:
- در ن‍ب‍ردی‌ م‍ش‍ک‍وک‌، ت‍رج‍مۀ م‍ح‍م‍د ق‍اض‍ی‌، تهران: روای‍ت‌‏‫، ۱۳۷۰.
- م‍ح‍ص‍ول‌ ت‍وف‍ان‍ی‌، ت‍رج‍مۀ م‍ح‍م‍ود م‍ص‍وررح‍م‍ان‍ی‌، ت‍ه‍ران‌: مازیار‏‫، ۱۳۵۹.‬